# Alt Mahlisch
Alt Mahlisch ist ein Ortsteil der Gemeinde Fichtenhöhe im Brandenburger Landkreis Märkisch-Oderland. Zusammengeschlossen mit vier weiteren Gemeinden werden die Amtsgeschäfte durch das Amt Seelow-Land getätigt.

## Geschichte
Im Jahre 1287 wurde Alt Mahlisch erstmals urkundlich erwähnt. Die Markgrafen Otto IV. und Konrad I. übertrugen zwei Frankfurter Bürgern das Dorf Villam Maliz zum rechtmäßigen Lehen.
Um 1308 kam das Dorf Malthz zum Bistum Lebus. Seit der Mitte des 16. Jahrhunderts wurde Alt Mahlisch bis ins 19. Jahrhundert hinein vom Domänenamt Lebus verwaltet.
Am 26. Oktober 2003 entstand die Gemeinde Fichtenhöhe durch einen freiwilligen Zusammenschluss der bis dahin selbstständigen Gemeinden Alt Mahlisch, Carzig und Niederjesar.

### Einwohnerentwicklung
| Jahr          | 1875 | 1890 | 1910 | 1925 | 1933 | 1946 | 1993 | 1997 | 2000 | 2006 |
| Einwohnerzahl | 206  | 227  | 222  | 281  | 286  | 285  | 167  | 194  | 209  | 224  |

## Kultur und Sehenswürdigkeiten
Die Dorfkirche entstand Mitte des 14. Jahrhunderts und wurde vorwiegend aus Feldsteinen errichtet. Im Altarraum befindet sich ein überlebensgroßes Christuskreuz des Bildhauers Carlernst Kürten, der auf dem Kirchhof in Alt Mahlisch bestattet wurde.

## Wirtschaft
Der auf der Gemarkung Alt Mahlisch gelegene Windpark Alt Mahlisch-Libbenichen-Dolgelin wurde 2003 von der PROKON
Projektierungs- und Betriebsführungsgesellschaft gebaut und später an die edisNatur Erneuerbare Energien GmbH weiterverkauft.